# Chiesa di Santa Maria Assunta (Carpignano Sesia)
La chiesa di Santa Maria Assunta, nota anche con il titolo chiesa di Maria Santissima Assunta, è la parrocchiale di Carpignano Sesia, in provincia e diocesi di Novara; fa parte dell'unità pastorale della Bassa Valsesia.

## Storia
L'originaria chiesa di Santa Maria Assunta sorse in epoca medievale; all'inizio del Settecento essa risultava troppo angusta e il vescovo Giovanni Battista Visconti Aicardi, rilevandone le pessime condizioni, ordinò di riedificarla.
Il progetto della nuova parrocchiale venne redatto intorno al 1710 da Carlo Zaninetti, ma i lavori iniziarono appena nel 1718; nel 1756 il complesso della chiesa poté dirsi completo in ogni sua parte e il 20 giugno 1784 fu celebrata la consacrazione.

## Descrizione

### Esterno
La facciata a salienti della chiesa, che volge a mezzogiorno, è suddivisa da una cornice marcapiano modanata in due registri, entrambi scanditi da lesene: quello inferiore, più largo, presenta al centro il portale d'ingresso con coronamento semicircolare e ai lati due nicchie, mentre quello superiore, affiancato da volute, è caratterizzato da una grande finestra, protetta dalla balaustra, ed è concluso dal timpano mistilineo.
Annesso alla parrocchiale è il campanile a base quadrata, il cui fusto è abbellito da paraste angolari; la cui cella presenta su ogni lato una monofora, affiancata a da lesene, ed è coronata dalla cupola poggiante sul tamburo ottagonale. 

### Interno
L'interno dell'edificio si compone di un'unica navata, sulla quale si affacciano le cappelle laterali e le cui pareti sono scandite da lesene sorreggenti il cornicione sopra il quale si imposta la volta; al termine dell'aula si sviluppa il presbiterio, rialzato di due gradini e chiuso dall'abside semicircolare. 
Qui sono conservate diverse opere di pregio, tra le quali la pala raffigurante Sant'Olivo insieme con i Santi Carlo Borromeo, Sebastiano e Rocco eseguita nel 1744 dal lombardo Francesco Bianchi, l'affresco raffigurante il Trionfo della Croce, sollevata da angeli ed adorata da Sant'Elena Imperatrice, dipinta da Antonio Orgiazzi, il quadro con soggetto l'Assunzione della Vergine Maria, realizzato nel 1752 da Lorenzo Peracino, e gli affreschi che rappresentano le Nozze di Cana, la Madonna Immacolata preannunciata dai Profeti, la Pentecoste, e la Crocifissione, eseguiti da Luigi Morgari tra il 1930 e il 1931.